# Grande Hotel de Luso
Das Grande Hotel de Luso ist ein Hotel in der portugiesischen Kurstadt Luso. Es wurde ab 1938 nach Entwürfen des Architekten Cassiano Branco errichtet und am 27. Juli 1940 eröffnet.
Auftraggeber war die Sociedade da Água de Luso unter ihrem Präsidenten Bissaya Barreto. Mit dem Bau sollte der Kurbetrieb am Ort weiter entwickelt werden.
Das Hotel ist mit vier Sternen klassifiziert. Es ist als Imóvel de Interesse Público vorgeschlagen.